# Błażej Wyszkowski
Błażej Wyszkowski (ur. 3 lutego 1949 w Olsztynie) – polski inżynier, żeglarz, olimpijczyk. Później działacz opozycyjny, współzałożyciel Wolnych Związków Zawodowych. Brat Krzysztofa Wyszkowskiego.

## Życiorys
Największe sukcesy sportowe odniósł jako junior, startując w klasie Cadet. Był w niej mistrzem świata (juniorów) wraz z Andrzejem Nowickim w 1966. Jako senior startował w klasie Finn. Wystąpił na Igrzyskach Olimpijskich w 1972 (konkurencje żeglarskie rozgrywano w Kilonii), gdzie zajął 24. miejsce. W Mistrzostwach Europy w 1971 był dziewiętnasty, a w 1972 jedenasty. Był wicemistrzem Polski w 1971 i brązowym medalistą w 1972. Reprezentował barwy AZS Olsztyn.
Postanowieniem prezydenta RP Lecha Kaczyńskiego z 11 listopada 2006 został odznaczony Krzyżem Kawalerskim Orderu Odrodzenia Polski „za wybitne zasługi dla niepodległości Rzeczypospolitej Polskiej, za działalność na rzecz przemian demokratycznych w kraju, za upowszechnianie wiedzy o dziejach Narodu Polskiego”. Postanowieniem prezydenta Andrzeja Dudy z 13 marca 2018 został odznaczony Krzyżem Wolności i Solidarności.